# Örnsköldsviks distrikt
Örnsköldsviks distrikt är ett distrikt i Örnsköldsviks kommun och Västernorrlands län. Distriktet omfattar de centrala delarna av tätorten Örnsköldsvik i östra Ångermanland. 

## Tidigare administrativ tillhörighet
Distriktet inrättades 2016 och utgörs av området som utgjorde Örnsköldsviks stad i den omfattning staden hade fram till 1963.
Området motsvarar den omfattning Örnsköldsviks församling hade vid årsskiftet 1999/2000 och fick 1907 efter utbrytning ur Själevads församling. 

## Tätorter och småorter
I Örnsköldsviks distrikt finns en tätort men inga småorter.

### Tätorter
- Örnsköldsvik (del av)